# Guaduinae
Guaduinae Soderstr. & R.P.Ellis, 1988 è una sottotribù di bambù appartenente alla famiglia delle Poacee (sottofamiglia Bambusoideae).

## Etimologia
Il nome della sottotribù deriva dal suo genere tipo Guadua Kunyh, 1822 la cui etimologia fa riferimento ad un nome vernacolare dell'America Latina.
Il nome scientifico della sottotribù è stato definito dai botanici contemporanei Thomas Robert Soderstrom (1936-1987) e Roger Pearson Ellis nella pubblicazione "Grass Systematics and Evolution : an international symposium held at the Smithsonian Institution, Washington, D.C." del 1986.

## Descrizione

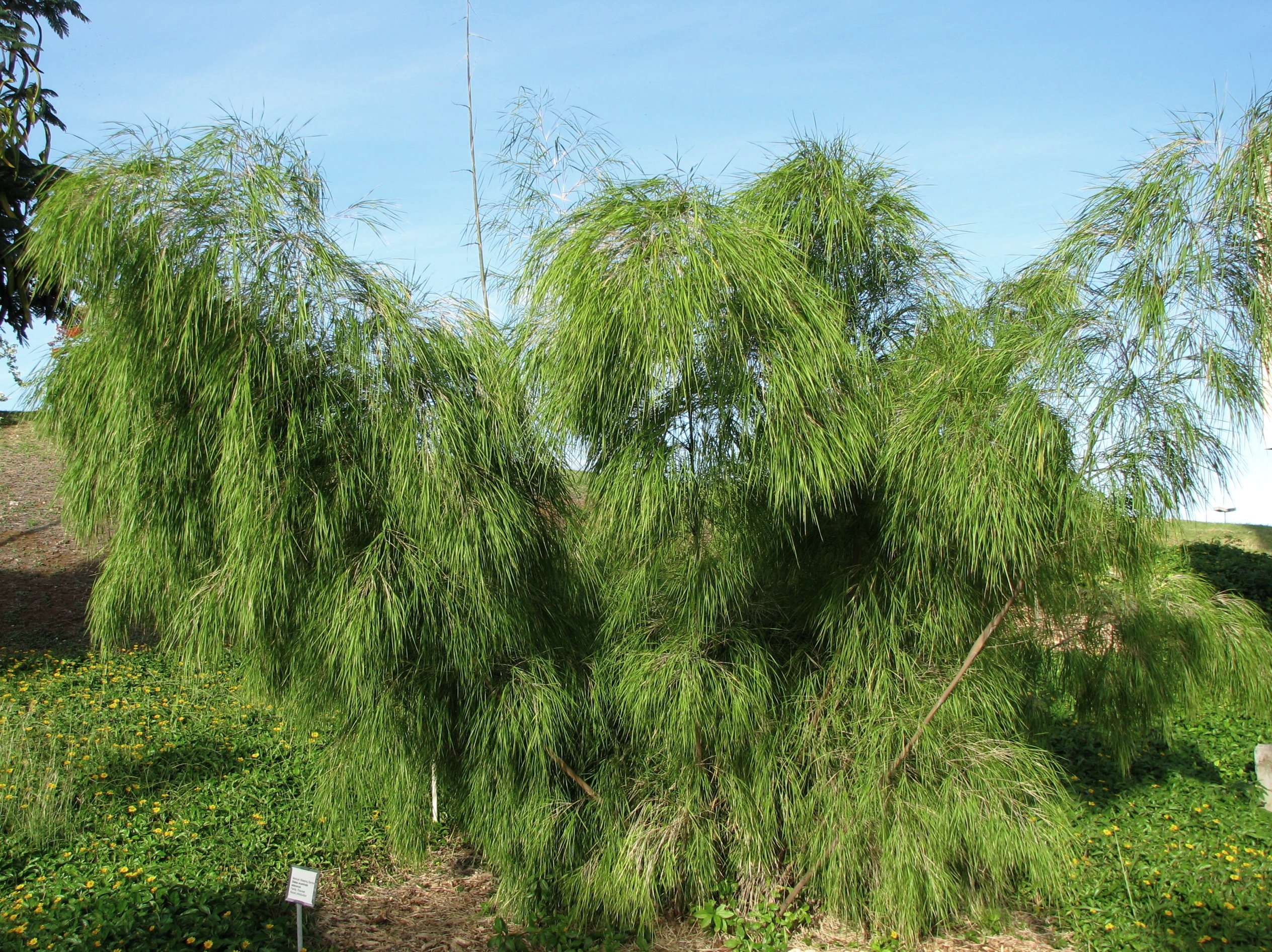
Il portamento
Otatea acuminata subsp. aztecoram

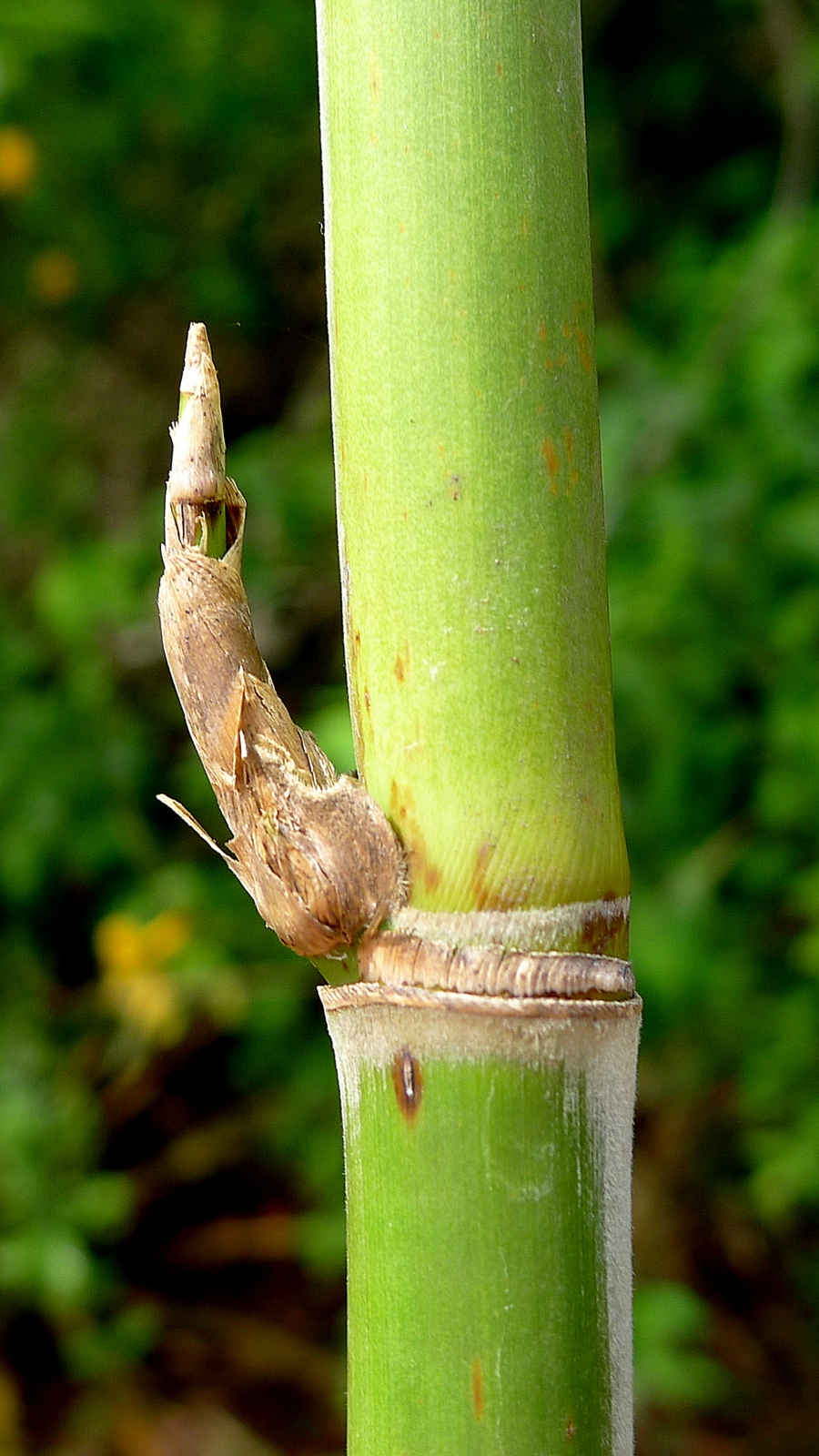
Il culmo
Guadua paniculata

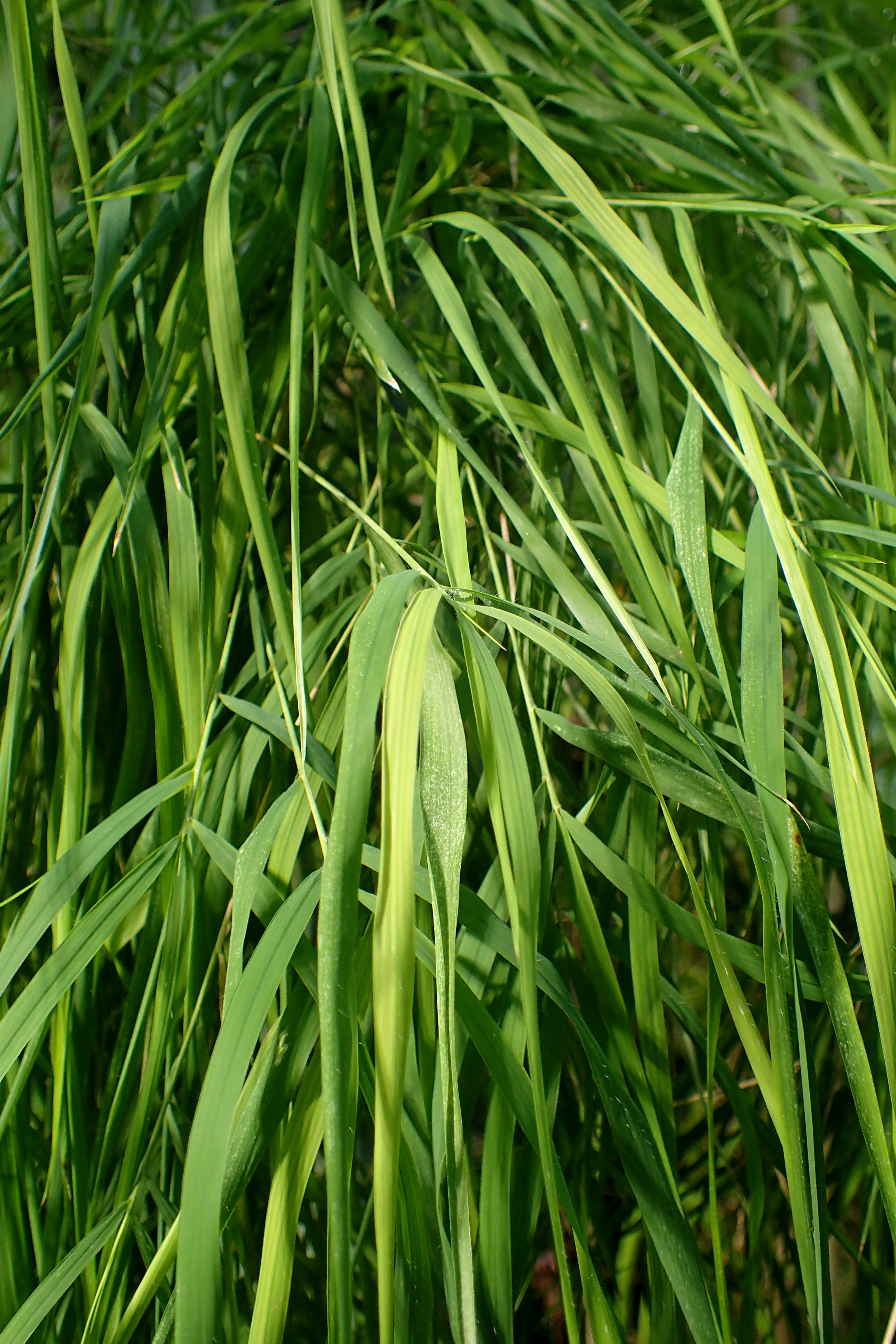
Le foglie
Otatea acuminata

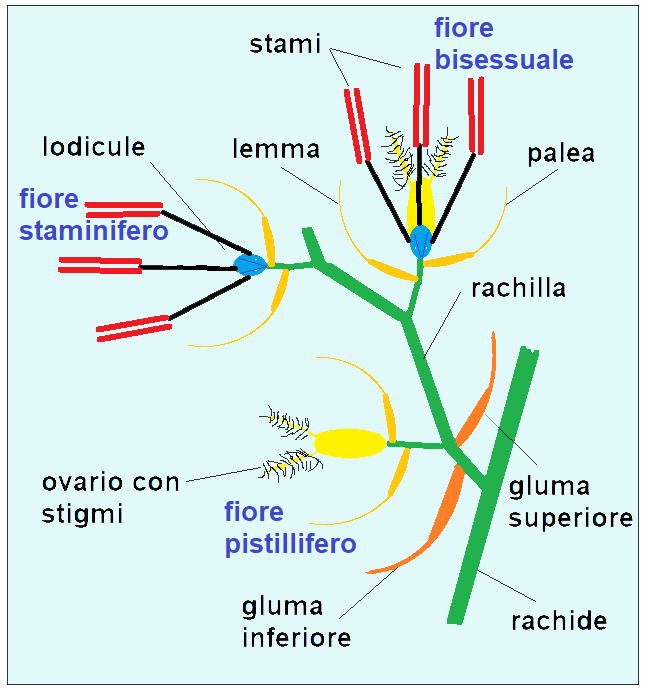
Spighetta generica con tre fiori diversi

Il portamento delle specie di questa sottotribù è arbustivo con culmi legnosi (a volte pendenti o rampicanti) con altezze fino a 20 metri; in alcune specie si formano degli agglomerati di culmi; in Eremocaulon l'ampia zona rizomatosa costringe tra un culmo e l'altro 1 - 2 metri di intervallo. Le radici in genere sono del tipo fascicolato derivate da rizomi pachimorfi. I rizomi con collo allungato si trovano nei seguenti generi: Eremocaulon, Guadua, Olmeca e Otatea (in Apoclada sono brevi). I nodi possono avere da 2 a 5 gemme; per ognuna si può formare un ramo (sono presenti rami di rami); oppure si possono formare più rami per nodo con ramo centrale dominante. Sotto i nodi può essere presente una fascia di peli bianchi. Lo sviluppo dei rami è acropeto (o anche bidirezionale), ossia i culmi raggiungono la loro piena altezza senza produrre rami ma solo foglie; in seguito dai culmi si originano dei rami e foglie di fogliame, iniziando dalla base o dal centro della pianta e procedendo in modo acropeto o bidirezionale. Gli internodi sono affusolati.
Le foglie lungo il culmo sono disposte in modo alterno, sono distiche e si originano dai vari nodi. Sono composte da una guaina, una ligula e una lamina. Le venature sono parallelinervie (quelle trasversali sono visibili e distinte). 
- Foglie del culmo: il portamento della lamine in genere è eretto o riflesso; la consistenza è coriacea. Spesso i margini delle lamine confluiscono con continuità nei margini delle guaine (guaine contigue alle lamine). Le guaine, a forma triangolare, sono fimbriate. In alcune specie le guaine sono decidue e prive di padiglioni auricolari; oppure i padiglioni auricolari sono presenti con forme ovoidi; in altre specie (Olmeca) sono persistenti.
- Foglie del fogliame: le guaine delle foglie del fogliame sono fimbriate con o senza padiglioni auricolari. Entrambe le superfici delle lamine (adassiale che abassiale) sono ricoperte da stomi (gli stomi adassiali sono ricoperti da papille).
- Infiorescenza principale (sinfiorescenza o semplicemente spiga): le infiorescenze sono poco ramificate (con poche o solitarie spighette) ed hanno la forma di una grande pannocchia. Le spighette fertili sono pedicellate oppure sessili. Sono presenti delle pseudo-spighette.
- Infiorescenza secondaria (o spighetta): le spighette, con forme da lanceolate a oblunghe e compresse lateralmente, sono formate da diversi fiori (da 7 a 28) sottesi da due brattee chiamate glume (inferiore e superiore). Le spighette possono terminare all'apice con un fiore sterile o alcuni fiori ridotti (sottosviluppati). Alla base di ogni fiore sono presenti due brattee: la palea e il lemma. La disarticolazione avviene sotto ogni fiore fertile.
  - Glume: le glume possono essere assenti o ridotte.
  - Lemmi: quelli fertili hanno forme ovate/carenate, apici acuminati e consistenza cartacea. Sono privi di ali. La superficie, priva di rughe, è percorsa da 9 - 11 vene longitudinali.
  - Palee: la lunghezza delle palee è minore rispetto ai lemmi. Le carene sono cigliate oppure alate. In Olmeca la base della palea è fusa con il rispettivo lemma.

I fiori fertili sono attinomorfi formati da 3 verticilli: perianzio ridotto, androceo  e gineceo.
- Formula fiorale:[5]

- , P 2, A (1-)3(-6), G (2–3) supero, cariosside.

- Il perianzio è ridotto e formato da tre lodicule, delle squame, poco visibili (forse relitto di un verticillo di 3 sepali). Le lodicule hanno una consistenza membranosa.
- L'androceo è composto da 3 - 6 stami ognuno con un breve filamento libero, una antera e due teche. Le antere sono basifisse con deiscenza laterale. Il polline è monoporato.
- Il gineceo è composto da 3-(2) carpelli connati formanti un ovario supero. L'ovario, glabro e con apice allargato, ha un solo loculo con un solo ovulo subapicale (o quasi basale). L'ovulo è anfitropo e semianatropo e tenuinucellato o crassinucellato. Lo stilo, breve, è unico con due o tre stigmi papillosi.

I frutti sono del tipo cariosside, ossia sono dei piccoli chicchi indeiscenti, ovoidali o subglobosi, nei quali il pericarpo è formato da una sottile parete che circonda il singolo seme. In particolare il pericarpo, carnoso e succulento (oppure secco in Guadua), è fuso al seme ed è aderente. L'endocarpo non è indurito e l'ilo è lungo e lineare. L'embrione è provvisto di epiblasto. I margini embrionali della foglia si sovrappongono. La fessura scutellare è assente.

## Biologia
In generale nelle erbe delle Poaceae la fecondazione avviene fondamentalmente tramite l'impollinazione dei fiori per via anemogama. Gli stigmi piumosi sono una caratteristica importante per catturare meglio il polline aereo.
I semi cadendo a terra, dopo aver eventualmente percorso alcuni metri a causa del vento (dispersione anemocora) sono dispersi soprattutto da insetti tipo formiche (mirmecoria).

## Distribuzione e habitat
La distribuzione delle specie di questa sottotribù è prevalentemente sud americana.  Le zone più ricche di diversità sono il Messico con l'America centrale, il bacino amazzonico, il Planalto Central (il grande altopiano brasiliano associato alle foreste a galleria) e la linea costiera di Bahia (Brasile). Il più spinto endemismo si trova in Messico e nelle foreste costiere del sud di Bahia (ognuna di queste regioni ha quattro specie endemiche).

## Tassonomia
La famiglia di appartenenza di questa sottotribù (Poaceae) comprende circa 650 generi e 9.700 specie (secondo altri Autori 670 generi e 9.500). Con una distribuzione cosmopolita è una delle famiglie più numerose e più importanti del gruppo delle monocotiledoni e di grande interesse economico: tre quarti delle terre coltivate del mondo produce cereali (più del 50% delle calorie umane proviene dalle graminacee). La famiglia è suddivisa in 12 sottofamiglie, il gruppo di questa voce è descritto al'interno della sottofamiglia Bambusoideae (tribù Bambuseae).

### Generi
La sottotribù si compone di 6 generi e 61 specie:
- Apoclada McClure (1 sp., Apoclada simplex McClure e L.B. Smith)
- Eremocaulon Soderstr. & Londoño (5 spp.)
- Guadua Kunth (34 spp.)
- Olmeca Soderstr. (5 spp.)
- Otatea (McClure & E.W.Sm.) C.E.Calderón ex Soderstr. (13 spp.)
- Tibisia C.D.Tyrrell, Londoño & L.G.Clark (3 spp.)

### Filogenesi
All'interno della tribù Bambuseae le Guaduinae formano con la sottotribù Arthrostylidiinae un "gruppo fratello". Questi due gruppi condividono un particolare tipo di papille (rifrangenti) delle cellule epidermiche fogliari (una probabile sinapomorfia per questa coppia) e potrebbero essersi generate parallelamente da qualche antenato del Vecchio Mondo (forse le Melocanninae del clade paleotropicale della tribù Bambuseae).
Le tre sottotribù Guaduinae, Chusqueinae e Arthrostylidiinae nell'ambito della tribù Bambuseae sono descritte all'interno del "clade neotropicale" e risultano "gruppo fratello" del resto delle Bambuseae tropicali.
Le Guaduinae sono strettamente correlate (forse derivate) alle Artrostilidiinae; tuttavia dai dati molecolari risultano monofiletiche e anche morfologicamente sono caratterizzate dalla presenza di papille circondanti gli stomi (strutture presenti sulla superficie fogliare). La sottotribù è endemica del Nuovo Mondo, ma fa parte del gruppo dei "bambù legnosi" presenti nel Vecchio Mondo. Il gruppo "neotropicale" dei bambù legnosi (e la sottotribù di questa voce) ha incominciato a rendersi indipendente, da un punto di vista evolutivo, dalla tribù Bambuseae approssimativamente tra 27,0 e i 23,9 milioni di anni fa.
All'interno della sottotribù i generi Otateca e Olmeca formano un "gruppo fratello" e rappresentano il "core" del gruppo. ll seguente cladogramma, tratto dagli studi citati e semplificato, mostra l'attuale conoscenza filogenetica della sottotribù:
|  | \| \| Otateca \| \| \| \| \| \| Olmeca \| \| \| \| |
|  |                                                    |
|  | Guadua                                             |
|  |                                                    |
|  | Otateca                                            |
|  |                                                    |
|  | Olmeca                                             |
|  |                                                    |

|  | Otateca |
|  |         |
|  | Olmeca  |
|  |         |

Una sinapomorfie per la sottotribù è nelle foglie del fogliame dove entrambe le superfici delle lamine (adassiale che abassiale) sono ricoperte da stomi (gli stomi adassiali sono ricoperti da papille).
Altre sinapomorfie relative ai singoli generi:
- Guadua: sotto i nodi è presente una fascia di peli bianchi (spesso anche sopra). I rami sono uno per nodo, mentre quelli secondari sono generalmente modificati in spine. La chiglia della palea è alata.
- Olmeca: da un nodo si forma un solo ramo che non si ramifica ulteriormente. La base della palea è fusa (connata) con il rispettivo lemma.
- Otatea: ogni nodo produce tre rami principali ascendenti.

Il numero cromosomico delle specie di questo gruppo è 2n = 46 oppure 2n = 48.